# ブラック・ファイア
『ブラック・ファイア』（Black Fire）は、アメリカ合衆国のジャズ・ピアニスト、アンドリュー・ヒルが1963年に録音・1964年に発表したスタジオ・アルバム。

## 背景
ヒルがブルーノート・レコードで録音した初のリーダー・アルバムに当たる。ヒルは本作に先がけて、ジョー・ヘンダーソンが1963年9月9日にブルーノートで録音したアルバム『アワ・シング』でサイドマンを務め、ヘンダーソンはヒルを「カクテル・ピアノからフリー・ジャズまで、何でもこなせた」と評して、プロデューサーのアルフレッド・ライオンに紹介したという。ヒル自身は本作の録音で、フィリー・ジョー・ジョーンズをドラマーとして起用しようとしていたが、最終的にはロイ・ヘインズが参加しており、ジャズ評論家のハワード・マンデルは、もしジョーンズが参加していたら「より自由度が低くなっていただろう。アンドリューの演奏や曲に合っているとは思えない」と考察している。

## 評価
Stephen Thomas Erlewineはオールミュージックにおいて満点の5点を付け「ヒルと彼のバンドは、ハード・バップの可能性の限界に甘んじていない」「ヒルの複雑なコード進行は極めて印象的であり、ヘンダーソンの大胆なソロも、彼が過去に残してきたバップ作品からは予測できないほど冒険的である。彼らの技量に、鋭敏かつ先の読めないリズム・セクションも相まって、『ブラック・ファイア』はモダン・ジャズの名盤となった」と評している。また、ジャズ・ピアニストのヴィジェイ・アイヤーは、ヒルとヘインズのインタープレイに関して「リズムの一体感と多様な表現力によって、強い結束を示している」と評している。

## 収録曲
全曲ともアンドリュー・ヒル作曲。
1. パンプキン - "Pumpkin" - 5:24
2. サブターフュージ - "Subterfuge" - 8:04
3. ブラック・ファイア - "Black Fire" - 6:56
4. カンターノス - "Cantarnos" - 5:42
5. タイアード・トレイド - "Tired Trade" - 5:51
6. マクニール・アイランド - "McNeil Island" - 2:58
7. ランド・オブ・ノッド - "Land of Nod" - 5:48

### リマスターCDボーナス・トラック
1. パンプキン（別テイク） - "Pumpkin (Alternate Take)" - 5:17
2. ブラック・ファイア（別テイク） - "Black Fire (Alternate Take)" - 5:45

## 参加ミュージシャン
- アンドリュー・ヒル - ピアノ
- ジョー・ヘンダーソン - テナー・サクソフォーン
- リチャード・デイヴィス - ベース
- ロイ・ヘインズ - ドラムス